# Mitra Hajjar
Pour les articles homonymes, voir Hajjar.
Mitra Hajjar (en persan: میترا حجار), née le 4 février 1977 à Machhad, est une actrice iranienne.

## Biographie
Mitra Hajjar a obtenu le Simorgh de cristal et deux nominations de meilleure actrice au Festival du film de Fajr. Son premier rôle important est dans Né sous le signe de la Balance d'Ahmad Reza Darvish en 1999.

## Filmographie sélective
- Le Cri, 1999
- Né sous le signe de la Balance, 2001
- Protestation, 2000
- Tuer les chiens enragés, 2001
- Nuits de Téhéran 2001
- Rokhsareh, 2002
- Des Champignons toxiques, 2002
- Rose, 2002
- Alghazali - Alchimiste de joie, 2004
- The Intruder, 2002
- Perdant, 2002
- Le Fugitif, 2003
- Le Crime, 2004
- C'est l'hiver, 2006
- Des Secrets, 2007
- Ce n'est pas une chanson d'amour, 2007
- The Hunter, 2010
- Anahita, 2010